# Eulophia schaijesii
Eulophia schaijesii är en orkidéart som beskrevs av Daniel Geerinck. Eulophia schaijesii ingår i släktet Eulophia och familjen orkidéer. Inga underarter finns listade i Catalogue of Life.